# خوسيه بيدرو فوينزاليدا
خوسيه بيدرو فوينزاليداغانا (بالإسبانية: José Pedro Fuenzalida Gana) (ولد في 22 فبراير 1985 في سانتياغو) لاعب كرة قدم دولي تشيلي يلعب حاليًا لصالح نادي كولوكولو في مركز الظهير منذ 2008.

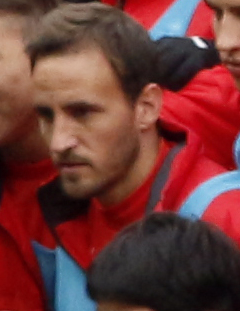
خوسيه بيدرو فوينزاليدا

## روابط خارجية
- خوسيه بيدرو فوينزاليدا على موقع الاتحاد الدولي (مؤرشف)  (الإنجليزية)
- خوسيه بيدرو فوينزاليدا على موقع قاعدة بيانات كرة القدم.إي يو (الإنجليزية)
- خوسيه بيدرو فوينزاليدا على موقع ناشيونال فوتبول تيمز (الإنجليزية)
- خوسيه بيدرو فوينزاليدا على موقع Soccerway.com (الإنجليزية)
- خوسيه بيدرو فوينزاليدا على موقع عالم كرة القدم.نت (الإنجليزية)
- خوسيه بيدرو فوينزاليدا على موقع AS.com (الإسبانية)